# Бриана Блеър
Бриана Блеър (на английски: Briana Blair) е американска порнографска актриса и еротичен модел.

## Ранен живот
Бриана Блеър е родена на 24 юни 1987 г. в град Атланта, щата Джорджия, САЩ, но е израснала в Далас. От петгодишна възраст, Блеър започна да тренира балет, хип-хоп и модерни танци. Завършва Държавния университет в град Кенесоу, окръг Коб със специалност маркетинг. Докато учи в този университет, в продължение четири години е мажоретка на баскетболния отбор Атланта Хоукс в НБА, както и на хокейния отбор Атланта Трашърс в НХЛ.

## Кариера
През месец август 2009 г. Блеър се премества в Лос Анджелис, Калифорния и през октомври същата година започва да се снима в порнографски филми.
На корицата е на списание Хъслър за месец юни 2010 г., снима също и фотосесии за редица други еротични списания като „Пентхаус“ и „Максим“.
Участва във видеоклипа на песента „High Off the Fame“ на Candyman 187 и Snoop Dogg.

## Награди и номинации
Номинации за индивидуални награди
- 2010: Номинация за NightMoves награда за най-добра нова звезда.[7]
- 2010: Номинация за CAVR награда за звездица на годината.[8]
- 2011: Номинация за AVN награда за най-добра нова звезда.[9][10]
- 2011: Номинация за XBIZ награда за нова звезда на годината.[11]

Номинации за награди за изпълнение на сцени
- 2011: Номинация за AVN награда за най-добра орална секс сцена – за изпълнение на сцена във филма „Големият Лебовски: ХХХ пародия“.[9]